# Tadeusz Świątek (piłkarz)
Tadeusz Świątek (ur. 8 listopada 1961 w Świdnicy) – polski piłkarz występujący na pozycji pomocnika.

## Życiorys
Pochodzi z Żarowa. Miał osiem lat, gdy w 1969 r. przeprowadził się z rodzicami do Płocka, gdzie ojciec dostał pracę w Petrochemii. Zaczynał grać w wieku 13 lat pod okiem Szczepana Targowskiego, był reprezentantem woj. płockiego w rozgrywkach o Puchar Michałowicza. Gracz kolejno takich zespołów jak Wisła Płock, Widzew Łódź, południowokoreański Yukong Elephants, Polonia Warszawa oraz Hutnik Warszawa.
7 października 1986 roku zaliczył 45 minut w meczu reprezentacji Polski z Koreą Północną (2:2) i był to jego jedyny występ w drużynie narodowej.
Od 2009 do 30 lipca 2010 pracował w Wiśle Płock jako dyrektor sportowy.